# Yōsuke Matsuoka
Yōsuke Matsuoka, detto Frank (松岡 洋右?, Matsuoka Yōsuke; Hikari, 3 marzo 1880 – Tokyo, 26 giugno 1946), è stato un politico giapponese.
Fu ministro degli esteri del Giappone (1940-1941) prima della Seconda guerra mondiale.

## Biografia

### I primi anni in Giappone e in America
Nato in Giappone, nella prefettura di Yamagucki-ken, Yōsuke Matsuoka visitò gli Stati Uniti con un cugino nel 1893, e si stabilì a Portland nell'Oregon. Visse per un primo periodo in una Missione Metodista e qui fu accolto nella casa del vedovo William Dunbar, assieme al figlio di Dunbar, Labert, e alla sorella di questi, Mrs. Isabelle Dunbar Beveridge. Mrs. Beveridge fu come una madre adottiva per Matsuoka e l'aiutò ad adattarsi alla società americana. L'affetto di Matsuoka per lei durò anche dopo il suo ritorno in Giappone. Mrs. Beveridge morì poi nel 1906.
Matsuoka si iscrisse al Portland's Atkinson Grammar School, si convertì al Cristianesimo e prese il nome di Frank Matsuoka. Andò ad Oakland in California con il fratello maggiore Kensuke dove frequentò l'Oakland High School per 18 mesi. Ritornò a Portland dove studiò legge, pagandosi gli studi con i più svariati lavori: venditore porta a porta di caffè e interprete per un imprenditore giapponese. Matsuoka si laureò così all'università dell'Oregon nel 1900. Durante questo periodo egli fu un fervente cristiano (frequentava le sessioni sulla Bibbia al liceo e chiese di incontrare il populista americano William Jennings Bryan.)

### Servizi esteri in Giappone

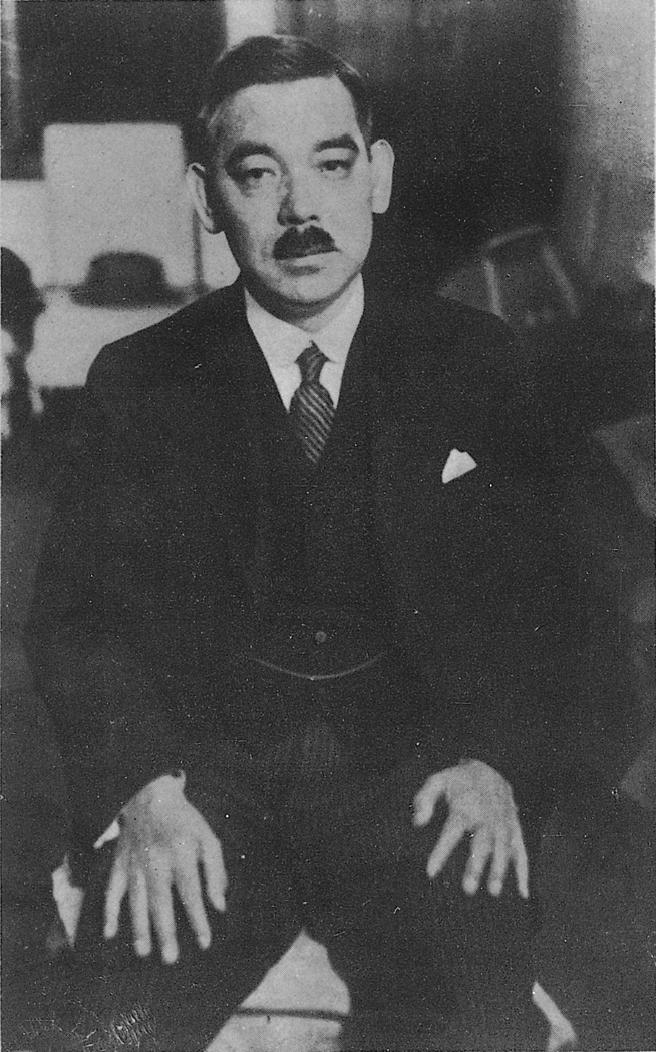
Yōsuke Matsuoka

Matsuoka ritornò in Giappone nel 1902 e passò gli esami per entrare nei servizi esteri e nel giro di due anni divenne vice-console a Shanghai. Dopo 18 anni salì velocemente tutti i gradi della diplomazia giapponese. Matsuoka guadagnò una notorietà internazionale quando, nel 1933, annunciò l'abbandono della Società delle Nazioni da parte del Giappone, dopo le critiche che la stessa aveva mosso alle operazioni militari giapponesi in Manciuria, conducendo la delegazione giapponese fuori dalla sala riunioni della Società. Dopo aver lasciato i servizi esteri, Matsuoka andò a Manciukuò e divenne presidente delle Ferrovie della Manciuria del sud, ove lavorò a stretto contatto con Hideki Tōjō (divenendo poi capo della polizia segreta dell'armata del Kwantung).

### Ministro degli esteri del Giappone 1940-41
Nel 1940 Matsuoka divenne Ministro degli affari esteri sotto il Primo Ministro principe Konoye forte oppositore di Hiranuma Kiichirō. Matsuoka fu uno dei maggiori fautori dell'alleanza del Giappone con la Germania nazista e l'Italia fascista, che riteneva essere il perfetto bilanciamento di forze contro gli Stati Uniti divenendo così uno dei primi promotori del Patto Tripartito nel 1940. Il 31 dicembre del 1940, Yosuke disse ad un gruppo di commercianti ebrei che egli era «... l'uomo responsabile dell'alleanza con Adolf Hitler, ma prometto che non seguirò la sua politica antisemita in Giappone. Questa non è la mia personale opinione ma l'opinione di tutto il Giappone, e non ho nessun dispiacere di darne l'annuncio al mondo.»
Il 1º aprile 1941 fu a Roma per ulteriori accordi relativi al Patto Tripartito. Secondo quando riportato molti anni dopo da Giulio Andreotti, durante la permanenza in Italia Matsuoka dovette rinunciare a un colloquio con Benito Mussolini poiché accusò un malore dopo aver assunto della cocaina. La droga gli era stata fornita da Max Mugnani, uno dei più noti cocainomani e spacciatori di sostanze stupefacenti del Ventennio fascista.
Matsuoka firmò anche il patto nippo-sovietico di non aggressione nell'aprile del 1941. Dopo l'invasione dell'Unione Sovietica da parte della Germania, nel giugno 1941, Adolf Hitler propose a Matsuoka che il Giappone prendesse parte all'attacco. Matsuoka divenne un fervente sostenitore dell'attacco giapponese all'Unione Sovietica e fece continuamente pressione su Konoye e sugli altri capi dell'Esercito imperiale giapponese e su quelli della Marina imperiale giapponese per mobilitarli in proposito. Ma alla fine sia l'esercito che la marina giapponesi, insieme a Konoye, decisero di concentrare lo sforzo militare su obbiettivi a sud del Giappone e non sull'Unione Sovietica.
Nonostante l'opposizione dei militari, Matsuoka continuò a essere il più attivo sostenitore dell'invasione dell'Unione Sovietica e soprattutto divenne sempre più imprudente nella diplomazia con gli Stati Uniti, che credeva cospirassero per provocare l'entrata in guerra del Giappone. L'ostilità di Matsuoka verso gli U.S.A., oppositore diplomatico alle campagne militari del Giappone, allarmò Konoye, che voleva evitare la guerra con gli americani. Konoye finì per appoggiarsi alle gerarchie militari per liberarsi di Matsuoka. Così Matsuoka dovette rassegnare le dimissioni nel luglio del 1941 e fu sostituito come ministro degli esteri dall'ammiraglio Teijiro Toyoda.
Matsuoka di conseguenza passò in secondo piano. Catturato dagli Alleati nel 1945, fu portato davanti al Tribunale Internazionale dell'Estremo Oriente con l'accusa di crimini di guerra ma morì prima della fine del processo. Il suo corpo è conservato presso il santuario Yasukuni.